# Эмпатоген

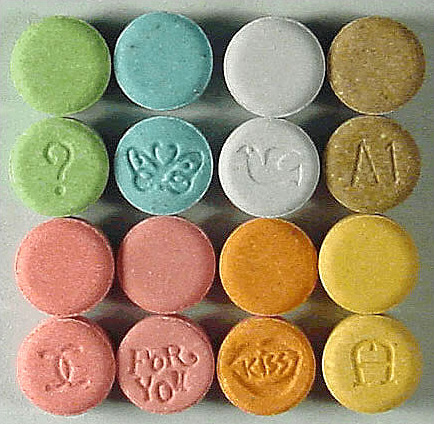
Набор таблеток MDMA, которые часто называют «экстази»

Эмпатоген — это вещество, которое стимулирует эмпатию и чувство близости у человека. В основном используется в медицинских и психотерапевтических целях для улучшения коммуникации и установления эмоциональных связей. Эффекты эмпатогенов могут варьироваться от усиления социальной чувствительности до повышения эмоциональной открытости.
Эти вещества могут быть естественными или синтетическими, включая такие компоненты, как MDMA (экстази) или MDA. В контролируемых условиях и при правильном использовании, эмпатогены могут помогать в процессе психотерапии, направленной на лечение посттравматического стрессового расстройства и других психических состояний.
Неконтролируемое и неразумное употребление эмпатогенов может вызвать серьезные физические и психологические проблемы. Перед использованием любых веществ следует проконсультироваться с медицинским специалистом и соблюдать предписанные дозировки.

## Терапевтическое использование
Терапевтическое использование эмпатогенов, таких как MDMA, привлекает внимание исследователей и психотерапевтов в контексте лечения различных психических расстройств. Наиболее известен процесс психотерапии с использованием MDMA для лечения посттравматического стрессового расстройства (ПТСР).
В терапевтическом контексте, субстанции, обладающие эмпатогенными свойствами, могут смягчать чувства страха и тревоги, способствовать более глубокому пониманию эмоциональных проблем и улучшать коммуникацию между терапевтом и пациентом. Эмпатогены также могут способствовать разрешению эмоциональных травм и укреплению эмоциональной связи.
Это направление находится в стадии исследований, и необходимо провести дополнительные клинические испытания, чтобы подтвердить эффективность и безопасность терапии с использованием эмпатогенов. Терапевтическое использование эмпатогенов должно проводиться под строгим наблюдением и руководством квалифицированных специалистов.